# Wahl zur Stadtverordnetenversammlung von Groß-Berlin 1920
- USPD: 86
- SPD: 39
- DDP: 16
- Z: 8
- WVgg: 10
- DVP: 39
- DNVP: 27

Die Wahl zur Stadtverordnetenversammlung von Berlin 1920 fand am 20. Juni 1920 statt und war die erste Wahl zur Stadtverordnetenversammlung von Groß-Berlin. Die Wahl wurde durch das Groß-Berlin-Gesetz erforderlich, durch das mit Wirkung vom 1. Oktober 1920 zahlreiche Vororte nach Berlin eingemeindet wurden. Die Wahlbeteiligung lag bei 64,7 %.
Sieger der Wahl war die Unabhängige Sozialdemokratische Partei Deutschlands (USPD) unter Hermann Weyl mit 38,4 % und 48 Mandaten. Der zweite Platz ging an die SPD unter Hugo Heimann und der dritte an die Deutsche Volkspartei (DVP) unter Wilhelm Caspari.
Weitere Parteien waren Deutschnationale Volkspartei (DNVP), Deutsche Demokratische Partei (DDP), Deutsche Zentrumspartei, Reichspartei des deutschen Mittelstandes (WVgg), die Liste „Parteienlose Frauenvereinigung“ und der konservative Einzelkandidat Karl Steiniger.
Gebildet wurde eine Koalition aus USPD und SPD unter Hermann Weyl.

## Wahlvorschläge
Bei der ersten Wahl zur Stadtverordnetenversammlung von Groß-Berlin haben insgesamt 12 Parteien bzw. Vereinigungen Listen eingereicht. Darunter auch alle sechs Parteien, die seit der letzten Berliner Stadtverordnetenwahl im Jahr 1919 in der Stadtverordnetenversammlung vertreten waren. Die USPD, die SPD, die DDP und die Zentrumspartei traten in allen 15 Wahlkreisen an, die DVP und die DNVP in allen bis auf den XIII. Wahlkreis. Erstmals zur Wahl standen die Wirtschaftliche Vereinigung, die in insgesamt 12 Wahlkreisen vertreten war, und die von Anna von Gierke gegründete Parteilose Frauenvereinigung, die in 10 Wahlkreisen zur Wahl stand. Vier Vereinigungen hatten in jeweils nur einem Wahlkreis einen Kreiswahlvorschlag eingereicht. Unter diesen der Bund für Handel und Gewerbe E. V. im Wahlkreis XII. (Bezirk Neukölln), der Interessenverein für Handel und Gewerbe, Berlin-Lichtenberg im Wahlkreis XIV. (Bezirk Lichtenberg) und der Wirtschaftsverband Groß-Berlin im Wahlkreis XV. (Bezirke Weißensee, Pankow und Reinickendorf). Im Wahlkreis XIII. (Bezirke Treptow und Köpenick) trat der ehemalige Verbandsdirektor des Zweckverbandes Groß-Berlin Karl Steiniger mit einer eigenen Liste an, die den Namen Liste Dr. Steiniger trug.
Zusätzlich zu den Kreiswahlvorschlägen haben acht Parteien jeweils noch einen Stadtwahlvorschlag eingereicht, an den in der Regel die Kreiswahlvorschläge der gleichen Partei angeschlossen waren. Bei der Sitzzuteilung wurden auf die Stadtwahlvorschläge die Reststimmen der angeschlossenen Kreiswahlvorschläge übertragen, die bei der Sitzzuteilung in den Wahlkreisen noch nicht berücksichtigt wurden.
Für Stadtwahlvorschläge gab es außerdem noch die Möglichkeit einer Listenverbindung. Die Stadtwahlvorschläge Wirtschaftsverband Groß-Berlin E. V. und Parteilose Frauenvereinigung waren eine solche eingegangen, sodass sie bei der Sitzzuteilung den anderen Stadtwahlvorschlägen gegenüber als ein Wahlvorschlag galten.
| Kreiswahlvorschlag                                          | Wahlkreis | Wahlkreis | Wahlkreis | Wahlkreis | Wahlkreis | Wahlkreis | Wahlkreis | Wahlkreis | Wahlkreis | Wahlkreis | Wahlkreis | Wahlkreis | Wahlkreis | Wahlkreis | Wahlkreis | Stadtwahlvorschlag (Anm.)                                  |
| Kreiswahlvorschlag                                          | I         | II        | III       | IV        | V         | VI        | VII       | VIII      | IX        | X         | XI        | XII       | XIII      | XIV       | XV        | Stadtwahlvorschlag (Anm.)                                  |
| ----------------------------------------------------------- | --------- | --------- | --------- | --------- | --------- | --------- | --------- | --------- | --------- | --------- | --------- | --------- | --------- | --------- | --------- | ---------------------------------------------------------- |
| Unabhängige Sozialdemokratische Partei Deutschlands (USPD)  |           |           |           |           |           |           |           |           |           |           |           |           |           |           |           | Unabhängige Sozialdemokratische Partei Deutschlands (USPD) |
| Sozialdemokratische Partei Deutschlands (SPD)               |           |           |           |           |           |           |           |           |           |           |           |           |           |           |           | Sozialdemokratische Partei Deutschlands (SPD)              |
| Deutsche Demokratische Partei (DDP)                         |           |           |           |           |           |           |           |           |           |           |           |           |           |           |           | Deutsche Demokratische Partei (DDP)                        |
| Zentrumspartei (Z)                                          |           |           |           |           |           |           |           |           |           |           |           |           |           |           |           | Zentrumspartei (Z)                                         |
| Deutsche Volkspartei (DVP)                                  |           |           |           |           |           |           |           |           |           |           |           |           |           |           |           | Deutsche Volkspartei (DVP)                                 |
| Deutschnationale Volkspartei (DNVP)                         |           |           |           |           |           |           |           |           |           |           |           |           |           |           |           | Deutschnationale Volkspartei (DNVP)                        |
| Wirtschaftliche Vereinigung (WVgg)                          |           |           |           |           |           |           |           |           |           |           |           |           |           |           |           | Wirtschaftsverband Groß-Berlin E. V. 1                     |
| Parteilose Frauenvereinigung                                |           |           |           |           |           |           |           |           |           |           |           |           |           |           |           | Parteilose Frauenvereinigung 1                             |
| Bund für Handel und Gewerbe E. V.                           |           |           |           |           |           |           |           |           |           |           |           |           |           |           |           | (aktuell keine Angabe)                                     |
| Liste Dr. Steiniger                                         |           |           |           |           |           |           |           |           |           |           |           |           |           |           |           | (aktuell keine Angabe)                                     |
| Interessenverein für Handel und Gewerbe, Berlin-Lichtenberg |           |           |           |           |           |           |           |           |           |           |           |           |           |           |           | (aktuell keine Angabe)                                     |
| Wirtschaftsverband Groß-Berlin                              |           |           |           |           |           |           |           |           |           |           |           |           |           |           |           | (aktuell keine Angabe)                                     |

## Ergebnis

### Gesamtergebnis (Groß-Berlin)
| Partei (Kürzel)            | Partei (Kürzel)                                             | Ergebnis    | Ergebnis | Sitze |
| Partei (Kürzel)            | Partei (Kürzel)                                             | Stimmen     | %        | Sitze |
| -------------------------- | ----------------------------------------------------------- | ----------- | -------- | ----- |
|                            | USPD                                                        |             | 38,4     | 86    |
|                            | SPD                                                         |             | 17,2     | 39    |
|                            | DVP                                                         |             | 16,9     | 38    |
|                            | DNVP                                                        |             | 11,4     | 26    |
|                            | DDP                                                         |             | 7,1      | 16    |
|                            | WVgg                                                        |             | 4,2      | 9     |
|                            | Z                                                           |             | 3,7      | 8     |
|                            | Liste Dr. Steiniger                                         |             | 1,1      | 2     |
|                            | Bund für Handel und Gewerbe E. V.                           |             | 1,1      | 1     |
|                            | Interessenverein für Handel und Gewerbe, Berlin-Lichtenberg |             | 1,1      | –     |
|                            | Wirtschaftsverband Groß-Berlin                              |             | 1,1      | –     |
|                            | Parteilose Frauenvereinigung                                |             | 1,1      | –     |
| Gültige Stimmen            | Gültige Stimmen                                             | 1.649.322   | 100,0    | 225   |
| Ungültige Stimmen          | Ungültige Stimmen                                           | 3.562 *     | 0,2      |       |
| Wähler und Wahlbeteiligung | Wähler und Wahlbeteiligung                                  | 1.652.884 * | 64,7     |       |
| Wahlberechtigte            | Wahlberechtigte                                             | 2.554.147   | 100,0    |       |

### Ergebnis im alten Berliner Stadtgebiet (Wahlkreise I. bis VI.)
| Partei (Kürzel)            | Partei (Kürzel)              | Ergebnis  | Ergebnis | Ergebnis | Sitze  | Sitze |
| Partei (Kürzel)            | Partei (Kürzel)              | Stimmen   | %        | +/−      | Anzahl | +/−   |
| -------------------------- | ---------------------------- | --------- | -------- | -------- | ------ | ----- |
|                            | USPD                         | 370.090   | 44,0     | + 11,0   | 48     | + 1   |
|                            | SPD                          | 141.806   | 16,8     | – 14,9   | 17     | – 29  |
|                            | DVP                          | 125.267   | 14,9     | + 10,3   | 15     | + 9   |
|                            | DNVP                         | 90.065    | 10,7     | + 0,2    | 9      | – 7   |
|                            | DDP                          | 50.604    | 6,0      | – 8,6    | 4      | – 17  |
|                            | Z                            | 33.565    | 4,0      | – 1,6    | –      | – 8   |
|                            | WVgg                         | 30.110    | 3,6      | –        | –      | –     |
|                            | Parteilose Frauenvereinigung | 157       | 0,0      | –        | –      | –     |
| Gültige Stimmen            | Gültige Stimmen              | 841.664   | 100,0    |          | 93     | – 51  |
| Ungültige Stimmen          | Ungültige Stimmen            | 5.543     | 0,7      | + 0,5    |        |       |
| Wähler und Wahlbeteiligung | Wähler und Wahlbeteiligung   | 847.207   | 65,2     | + 7,6    |        |       |
| Wahlberechtigte            | Wahlberechtigte              | 1.300.177 | 100,0    |          |        |       |

## Amtliche Quellen
- Wahl zur Stadtverordnetenversammlung und zu den Bezirksversammlungen am 20. Juni 1920. (nur Wahlkreise I. bis VI.) In: Statistisches Jahrbuch der Stadt Berlin. 34. Jahrgang, enthaltend die Statistik der Jahre 1915 bis 1919 sowie Teile von 1920. Berlin 1920. S. 886